# Токобаев, Марат Молдогазиевич
Мара́т Молдогазы́евич Токоба́ев (4 июня 1932, Каракол, Киргизская АССР — апрель 2006, Бишкек) — советский и киргизский гельминтолог.

## Биография
Родился 4 июня 1932 года в Пржевальске в семье государственного деятеля Молдогазы Токобаева. Детство у отца было очень печальным — рано потерявший обоих родителей, он попал в детский дом, где воспитался до 18-ти лет. В 1924 году после выбытия из детского дома он поступил в сельскохозяйственный техникум, который окончил в 1926 году. Вскоре после этого отец Марата женился и жена подарила отцу долгожданного первенца, который вскоре стал учёным. Спустя некоторое время Марат Токобаев переехал в Москву и в 1950 году поступил в МГУ. В 1953 году после открытия нового здания МГУ на Ленинских (Воробьёвых) горах, он вместе с факультетом переехал в новое роскошное здание. Окончил он МГУ в 1955 году. С 1955 по 1958 год работал в гельминтологической лаборатории.
В 1958 году вернулся в Киргизскую ССР и устроился на работу в Институт биологии, где он до 1963 года работал научным сотрудником, с 1963 по 1975 год заведовал лабораторией гельминтологии, с 1975 по начало 1990-х годов занимал должность заместителя директора. В начале 1990-х годов, в связи с распадом СССР, учёный был вынужден уйти на пенсию.
Скончался в апреле 2006 года в Бишкеке.

## Научные работы
Основные научные работы посвящены изучению гельминтов диких позвоночных Средней Азии и Киргизской ССР. Автор свыше 60-ти научных работ. Является одним из организаторов работ по фитогельминтологии в Киргизской ССР.
- Изучал гельминтофауну наиболее распространённых видов млекопитающих — грызунов и зайцеобразных.
- Описал 235 видов сосальщиков беспозвоночных и позвоночных Киргизской ССР.
- Подготовил сводку о гельминтах диких млекопитающих.
- Провёл исследования трематод фауны Киргизской ССР.

## Членство в обществах
- Вице-президент Киргизского географического общества.
- Член-корреспондент АН Киргизской ССР (1977—1991).

## Основные труды
- Токобаев М. М. Гельминты диких млекопитающих Средней Азии: Опыт эколого-географического анализа / АН КиргССР, Ин-т биологии. — Фрунзе: Илим, 1976. — 180 с.
- Токобаев М. М., Чибиченко Н. Т. Трематоды фауны Киргизии / АН КиргССР, Ин-т биологии. — Фрунзе: Илим, 1978. — 233 с.
- Рыжиков К. М., Гвоздев Е. В., Токобаев М. М. Определитель гельминтов грызунов фауны СССР: Нематоды и акантоцефалы / Отв. ред. К. М. Рыжиков; АН СССР, Лаб. гельминтологии. — М.: Наука, 1979. — 272 с.

Ответственный редактор
- Гидробионты и утилизация сточных вод / Ю. Б. Морев, Т. Смаилова, Л. Т. Тогобецкая и др.; Отв. ред. М. М. Токобаев; АН КиргССР, Ин-т физиологии и эксперим. патологии высокогорья. — Фрунзе: Илим, 1985. — 120 с.
- Экологические аспекты изучения, практического использования и охраны птиц в горных экосистемах : Тез. докл. всесоюз. симпоз., Фрунзе, 24-25 мая 1989 г. / Редкол.: М. М. Токобаев (отв. ред.) и др.; АН СССР, Ин-т эволюц. морфологии и экологии животных, АН КиргССР, Ин-т биологии, Всесоюз. орнитол. о-во, Кирг. отд-ние Всесоюз. орнитол. о-во. — Фрунзе: Илим, 1989. — 130 с.